# Estación de Álora
Estación de Álora vasútállomás Spanyolországban, Álora településen.

## Vasútvonalak
Az állomást az alábbi vasútvonalak érintik:
- Córdoba–Málaga-vasútvonal

## Kapcsolódó állomások
A vasútállomáshoz az alábbi állomások vannak a legközelebb:
- Estación de Pizarra (Estación de Málaga Centro-Alameda, Línea C-2 (Cercanías Málaga))
- Estación de Málaga-María Zambrano (Estación de Málaga-María Zambrano, Línea 67)
- Estación de Las Mellizas (Estación de Sevilla-Santa Justa, Línea 67)